# Thyrsanthemum
Thyrsanthemum es un género de plantas con flores con tres especies, perteneciente a la familia Commelinaceae.
Es originario de México.

## Taxonomía
El género fue descrito por Marcel Pichon y publicado en Notulae Systematicae. Herbier du Museum de Paris 12: 224. 1946. La especie tipo es: Thyrsanthemum floribundum (M.Martens & Galeotti) Pichon

## Especies aceptadas
A continuación se brinda un listado de las especies del género Thyrsanthemum aceptadas hasta noviembre de 2013, ordenadas alfabéticamente. Para cada una se indica el nombre binomial seguido del autor, abreviado según las convenciones y usos.
- Thyrsanthemum floribundum (M.Martens & Galeotti) Pichon
- Thyrsanthemum goldianum D.R.Hunt
- Thyrsanthemum macrophyllum (Greenm.) Rohweder